# Конвой №4908
Конвой № 4908 — японський конвой часів Другої світової війни, проведення якого відбувалось у вересні 1943-го.
Вихідним пунктом конвою був атол Трук у центральній частині Каролінських островів, де ще до війни створили потужну базу японського ВМФ, з якої до лютого 1944-го провадились операції у цілому ряді архіпелагів. Пунктом призначення став розташований у Токійській затоці порт Йокосука, що під час війни був обраний як базовий для логістики Труку.
До складу конвою увійшли транспорти «Кеншин-Мару» (Kenshin Maru), «Хоко-Мару» та «Сінсей-Мару №18» (Shinsei Maru No. 18), тоді як охорону забезпечував кайбокан (фрегат) «Фукує».
Загін вийшов у море 8 вересня 1943-го. Його маршрут пролягав через кілька традиційних районів патрулювання американських підводних човнів, які зазвичай діяли на підходах до Труку, біля Маріанських островів, островів Огасавара та поблизу східного узбережжя Японського архіпелагу. Втім, у підсумку проходження конвою № 4908 відбулось успішно і 19 вересня він без втрат досягнув Йокосуки.